# Plymouth Prowler
La Prowler è un'autovettura prodotta dalla Plymouth nel 1997 e dal 1999 al 2002. Derivò da un'omonima concept car del 1993. Dopo la soppressione del marchio Plymouth nel 2001, la vettura venne rinominata  Chrysler Prowler. La Prowler è stata l'ultima Plymouth ad essere venduta in Canada.

## Il design
La linea del modello era decisamente rétro e venne ispirata dalle vetture hot rod dell'epoca. Appartenente alla categoria delle vetture sport, il modello presentava una parte anteriore che richiamava il frontale scoperto delle auto da competizione della Formula Indy.

## Caratteristiche tecniche

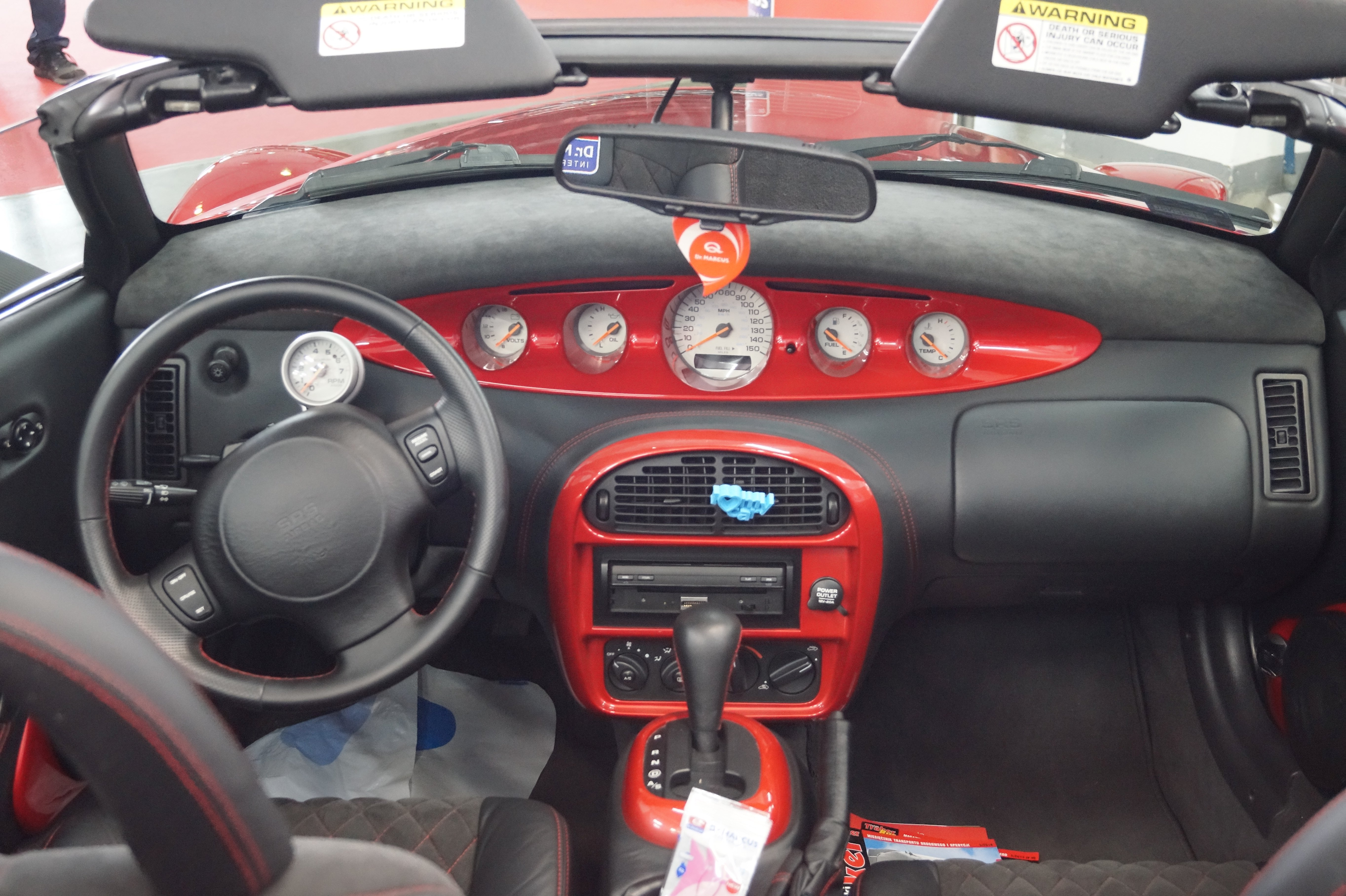
Gli interni

La Prowler era basata sul pianale PR del gruppo Chrysler ma aveva installato un gruppo motopropulsore derivante da quello montato sulla piattaforma LH del medesimo gruppo. Il motore era un V6 monoalbero a 24 valvole da 3,5 L che produceva 214 CV di potenza a 5.850 giri al minuto. Nel 1999 questo propulsore fu sostituito da un motore con caratteristiche simili ma che aveva installato un monoblocco in alluminio. Questa nuova versione erogava 253 CV a 6.400 giri. Entrambi i motori erano accoppiati ad un cambio automatico Autostick a quattro rapporti. La trasmissione era transaxle, e quindi la scatola del cambio era montata nel retrotreno in blocco con il differenziale per consentire un'ottimale ripartizione dei pesi del 50/50. Questa soluzione era già stata applicata su molti altri modelli a carattere sportivo come la Chevrolet Corvette, la Porsche 944 e l'Alfa Romeo 75.
La Prowler è stato il primo modello della Plymouth a trazione posteriore dopo l'uscita di scena della Gran Fury nel 1989. Il modello venne criticato per il suo motore, che era giudicato troppo piccolo con i suoi sei cilindri. Questo propulsore aveva comunque una potenza paragonabile, o in qualche caso anche superiore, ai motori V8 commercializzati all'epoca dalla Chrysler. Inoltre, grazie alla sua leggerezza, questo propulsore permetteva al veicolo di avere ottime prestazioni, soprattutto in fatto di accelerazione. Era installato anteriormente.
L'alluminio, oltre che nel motore, era utilizzato anche in altre parti del veicolo. Ad esempio, era impiegato nel telaio. I freni erano a disco sulle quattro ruote, mentre l'unica carrozzeria disponibile era roadster due porte.

## La produzione
Il corpo vettura era realizzato a Shadyside, nell'Ohio, mentre la vettura completa era assemblata a Detroit. Gli esemplari prodotti furono:
| 1997                     | 457    |
| 1998                     | 0      |
| 1999                     | 3.921  |
| 2000                     | 2.746  |
| 2001                     | 3.142  |
| 2002                     | 1.436  |
| Plymouth Prowler totali  | 8.532  |
| Chrysler Prowlers totali | 3.170  |
| Totale generale          | 11.702 |

L'ultima Prowler è uscita dalle catene di montaggio il 15 febbraio 2002. Il modello è stato poi sostituito dalla Chrysler Crossfire nel 2004.

## L'eredità della Prowler
Altri modelli di autovettura dallo stile retrò seguirono la commercializzazione della Prowler. Tra essi ci furono la Chrysler PT Cruiser, la Chevrolet SSR, la Chevrolet HHR, la Chevrolet Camaro del 2010, la Ford Thunderbird del 2002, la Ford Mustang del 2005 e la Dodge Challenger del 2008.
Dalla Prowler è derivata anche la concept car Plymouth Howler, che è stata presentata nel 1999. A differenza della Prowler, la Howler aveva una carrozzeria pick-up. Come motore, questa concept car aveva installato un V8 Chrysler da 4,7 L, mentre come cambio aveva montato una trasmissione manuale a cinque rapporti.